# Štefan Füle
Štefan Füle (* 24. května 1962 Sokolov) je bývalý český diplomat a politik, od května do listopadu 2009 ministr pro evropské záležitosti ve vládě Jana Fischera. Od února 2010 do října 2014 zastával post eurokomisaře zodpovědného za rozšiřování EU a politiku sousedství.

## Život
Studoval na Filozofické fakultě Univerzity Karlovy (1980–1981) a Státním institutu mezinárodních vztahů v Moskvě (1981–1986). Od roku 1982 do 1989 byl členem Komunistické strany Československa.
V roce 1987 se stal zaměstnancem ministerstva zahraničí, v roce 1988 se účastnil studijního programu pro odzbrojení Organizace spojených národů, 1990 až 1995 byl prvním tajemníkem Stálé mise při OSN a členem české delegace v Radě bezpečnosti (1994–1995). Po návratu do České republiky byl ředitelem odboru mezinárodních organizací a následně ředitelem odboru bezpečnostní politiky. Z této pozice se podílel také na jednáních ČR o vstupu do NATO. Byl velvyslancem v Litvě (1998–2001) a ve Spojeném království (2003–2005). V letech 2001 až 2002 byl prvním náměstkem ministra obrany Jaroslava Tvrdíka. Od července 2005 až do svého jmenování ministrem pro evropské záležitosti 8. května 2009 zastával post velvyslance České republiky při NATO. Od května 2009 do listopadu stejného roku byl ministr pro evropské záležitosti ve vládě Jana Fischera.
Vláda České republiky 10. listopadu 2009 rozhodla, že má být (po projednání v příslušném sněmovním výboru) navržen jako evropský komisař do tzv. druhé Barrosovy komise (2010–2014), ve které po schválení nahradil Vladimíra Špidlu. Do funkce komisaře pro rozšíření a sousedskou politiku EU nastoupil 10. února 2010, kdy byla nová Evropská komise schválena. Působil v ní do 31. října 2014.
V letech 2015 až 2017 zastával funkce zvláštních zmocněnců ministra zahraničních věcí ČR pro OBSE a Západní Balkán.
Od listopadu 2017 do června 2018 působil v pozici člena dozorčí rady investiční skupiny CEFC Europe. Od června 2018 do října 2018 byl členem představenstva CITIC Europe Holdings a od listopadu 2018 působí jako poradce CITIC Europe Holdings.
Od roku 2018 působí ve funkci předsedy Správní rady Smíšené česko čínské komory vzájemné spolupráce.
Je rozvedený, má dcery Beatu a Veroniku a syna Michala.

## Vyznamenání
Štefan Füle je držitelem dvou státních vyznamenání:
- Řád velkovévody litevského Gediminase 3. třídy (2002)
- Důstojnický kříž Řádu zásluhy Polské republiky (2015)
a dvou resortních vyznamenání:
- Záslužný kříž ministra obrany České republiky I. stupně (2002)
- Vyznamenání Zlaté lípy ministra obrany České republiky (2008).